# Pedro José Sevilla Yturralde
Pedro José Sevilla Yturralde (Trujillo, Virreinato del Perú, Imperio Español; 1815 - La Libertad, Perú; 9 de agosto de 1892) fue un militar peruano que se educó en Chile en el colegio de Mora y fue condiscípulo de Antonio Varas.
Benjamín Vicuña Mackenna menciona: "El regimiento 3º Cazadores del Rímac, constaba de 333 plazas, y su jefe (Pedro José Sevilla) que se había batido con valor en Casma y en Ingavi, pasaba a esas horas como una de las esperanzas de honra del Perú, según en otra ocasión lo hemos recordado. El coronel Sevilla era natural de Piura, y según se ha dicho, hijo de ruso en vientre de española, hombre de pelo en pecho y canosa barba, de más de 60 años de edad."
El coronel Pedro José Sevilla fue el jefe de los Cazadores del Rímac, quienes combatieron en El Manzano el 27 de diciembre de 1880, y donde fue tomado prisionero y posteriormente enviado a Chile.

## Jefe de los Cazadores del Rímac

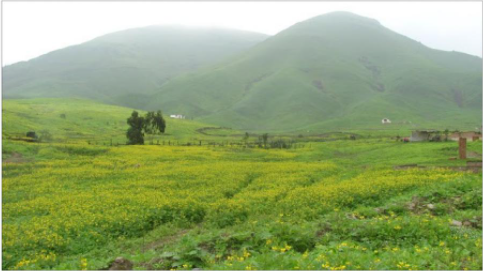
Vista de las lomas del Cerro Manzano, lugar final del último combate del Regimiento "Cazadores del Rímac" N°3 de Línea. Dicho lugar se encuentra cercano al pueblo de Pachacamac (Fotografía Colección del Autor).

En el Combate de el Manzano, El Coronel Pedro José Sevilla Yturralde y el Coronel Victorino Arceniega, defendieron con inusitado tesón los fosos y tapiales de Herbay y sólo a la cinco de la mañana del día 19 de diciembre, abandonaron sus defensas dirigiéndose a Cañete. 
Sevilla se retira al pueblo de Mala, donde recibe órdenes supremas por telégrafo, para que se sitúe en el pueblecito de Calango y auxiliado por gente de la zona, hostilice al enemigo. 
Sevilla comunica las novedades a Piérola: "Lima. Recibido a las 2.55 am. del 19 de diciembre de 1880. Excelentísimo Señor Jefe Supremo: Después que el Subprefecto re ocupó a Herbay, se arrojó al enemigo como a una legua de distancia. Me apresuro a proteger la infantería con caballería y después de un sostenido fuego por ambas partes que duró cerca de una hora, los invasores cedieron el campo, retirándose precipitadamente. Tengo algunos heridos y muerto el caballo de un corneta. Sevilla".
El segundo y tercer telegrama, rayan en la fantasía militar que no resiste mayor análisis histórico. El segundo marca las 11.50 p.m. del día 19 y el tercero las 4 p.m. del dia 20. Lo único cierto de ellos, es haber tomado prisionero al Soldado Estanislao Carrizo del Regimiento "Granaderos a Caballo"
Dice el diario de la marcha de Lynch que: "Los Coroneles Arceniega y Pedro José Sevilla, se han fugado con sus fuerzas dirigiéndose para Lima por las Hormigas, es decir, por Cañete adentro". 
El mismo texto aclara sobre las bajas a la fecha de la División Sevilla: "Hemos tenido sólo cinco hombres muertos, que se enfermaron antes de huir, 14 heridos y 3 caballos también muertos" 
EI 22 de diciembre, nuevamente las fuerzas de Sevilla plantearon combate al enemigo. 

La refriega se llevó a cabo ahora en la Hacienda de Bujama. El Regimiento "Cazadores del Rímac" N3 de Linea, en conjunto con las fuerzas montoneras, emboscaron en los callejones tupidos de matorrales tropicales. Ocultos, dejaron avanzar a los jinetes enemigos, que acamparon y hasta desensillaron, y sólo cuando vieron que ni un solo soldado enemigo quedaba montado rompieron los fuegos.

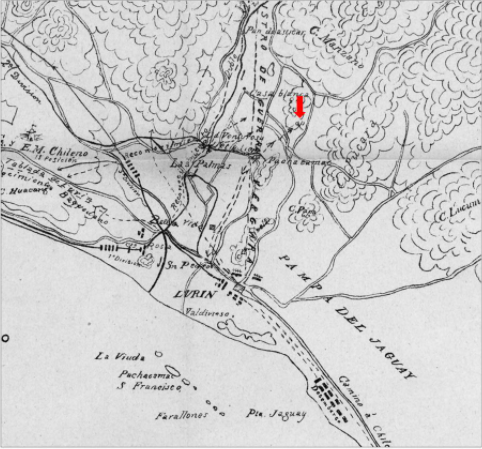
Mapa del lugar del Combate del Manzano (flecha roja indicando la posición del enfrentamiento con dos sables cruzados), el 27 de diciembre de 1880; donde fue interceptado por el enemigo el Regimiento "Cazadores del Rimac"N°3 de Linea (llustración de época. Colección del Autor).

Comenta en su parte el comandante de la fuerza enemiga: "No se ha hecho esperar la presencia del enemigo puesto que en los momentos en que me disponía a refrescar el lomo de los caballos quitándoles las sillas y darle de comer a la tropa, se nos hicieron varios disparos desde un bosque tupido inmediato. 
Una avanzada colocada en un ugar dominante ha podido ver fuerzas un tanto numerosas. Creo no engañarme asegurando que es el Coronel Sevilla que se encuentra en esta con su fuerza.
Los infantes enemigos finalmente cargaron sobre los matorrales donde se parapetaban los montoneros del Coronel Joaquin Retes y el Regimiento "Cazadores del Rimac" N°3 de Línea de Sevilla, que en el acto de ver el asalto enemigo tocaron retirada. 
EI 23 de diciembre sólo hubo pequeñas escaramuzas, con disparos a distancia. Paz Soldan nos refiere que: "Los propios que mandó Sevilla a Lima, haciendo saber su peligrosa situación y el camino que pensaba seguir, no volvían, porque cayeron en poder del enemigo (el dia 26)". 
El Coronel Pedro José Sevilla Yturralde, que seguía hostilizando a la 1° Brigada Lynch en su marcha al norte, recibió finalmente orden del Dictador Piérola de replegarse a la capital (Lima), antes de quedar copado por el enemigo con su regimiento.

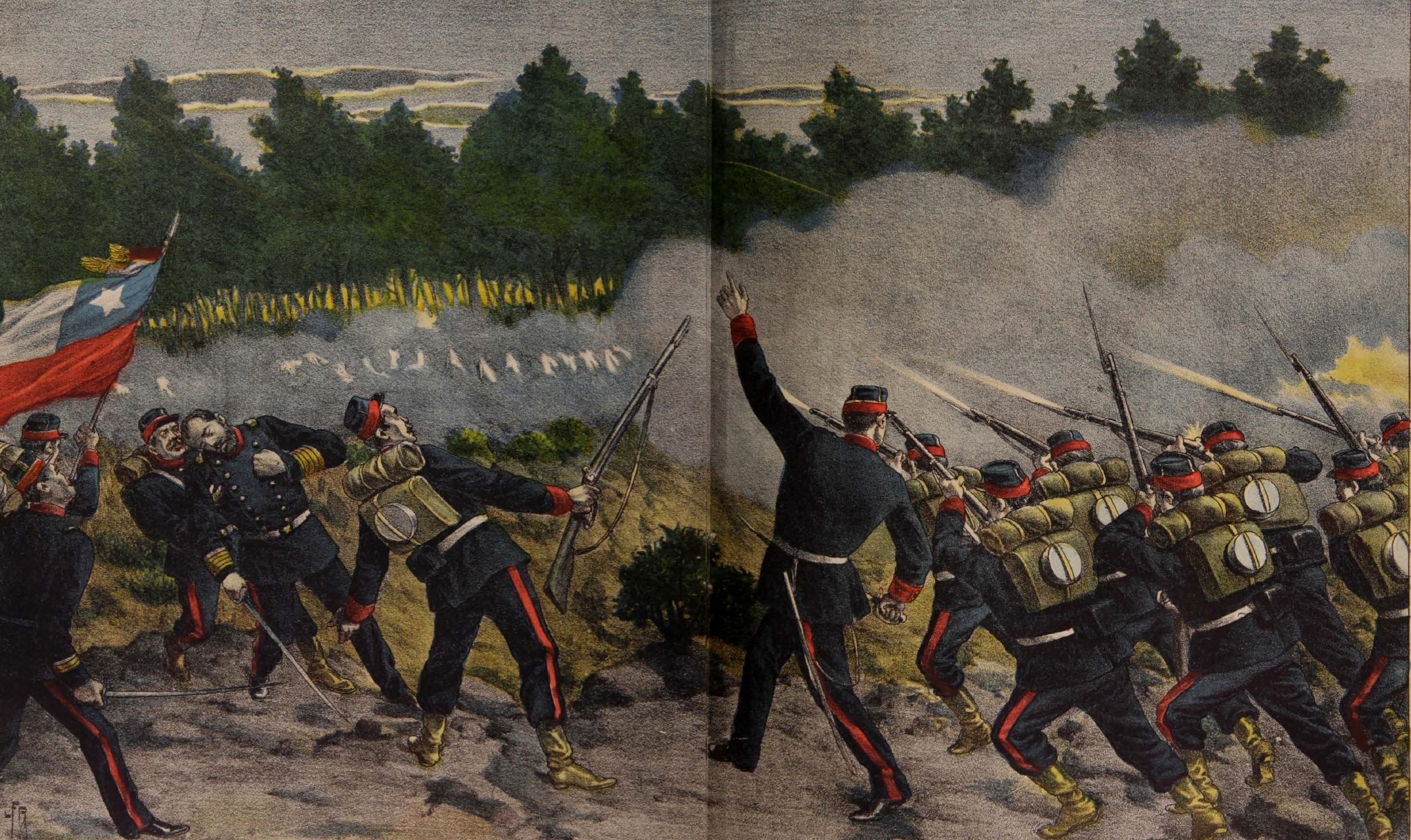
Representación alegórica chilena del Combate del Manzano, el 27 de diciembre de 1880. Se aprecia en primer plano a las tropas del Regimiento "Curicó" enfrentándose al Regimiento "Cazadores del Rimac" N°3 de Linea. A la izquierda de la imagen, el 2" comandante del "Curicó", Teniente Coronel José Olano Cae mortaimente herido en el fuego eruzado (lustración Gentileza del Sr. Miguel Arturo Riquelme Silva).

Vistas las circunstancias, el Coronel Sevilla decide dirigirse por el pie de las serranías al Valle de Lurin, para entrar a Lima por Cieneguillas. Se le ha prevenido mal que tropas peruanas ocupan el valle y defienden especialmente el río Lurín. En Chilca, sabe que los chilenos se preparan a desembarcar, por lo que se corre a la derecha hasta el pueblo de Calango, a 23 km de la costa, Valle de Mala, en demanda del camino de Cieneguillas por las serranías. Paz Soldan escribe al respecto: "Con tal propósito se movió con su regimiento de Calango en dirección a Pachacámac o Cieneguillas, el 25 de diciembre; pero el inexperto guía equivocó el camino y los metió en una encrucijada de cerros y quebradas de donde salieron con mil dificultades, el 27, al anochecer a las lomas del Manzano, muertos de hambre y de sed. jinetes y caballos". Sin saberlo el Coronel Sevilla, marcha a Lima. El Coronel Orozimbo Barboza, jefe de la 2° Brigada enemiga de la 2 División, comenta en su parte a su superior: "A consecuencia de haber llegado a este campamento repetidos denuncios de que se aproximaba una fuerza enemiga de caballería salida de Calango, hice colocar en previsión de todo evento fuertes avanzadas de los distintos cuerpos de mi mando procurándoles una colocación ventajosa desde la cual pudieran observar el movimiento y dirección del enemigo.